# Diego Antonio Yáñez Fajardo

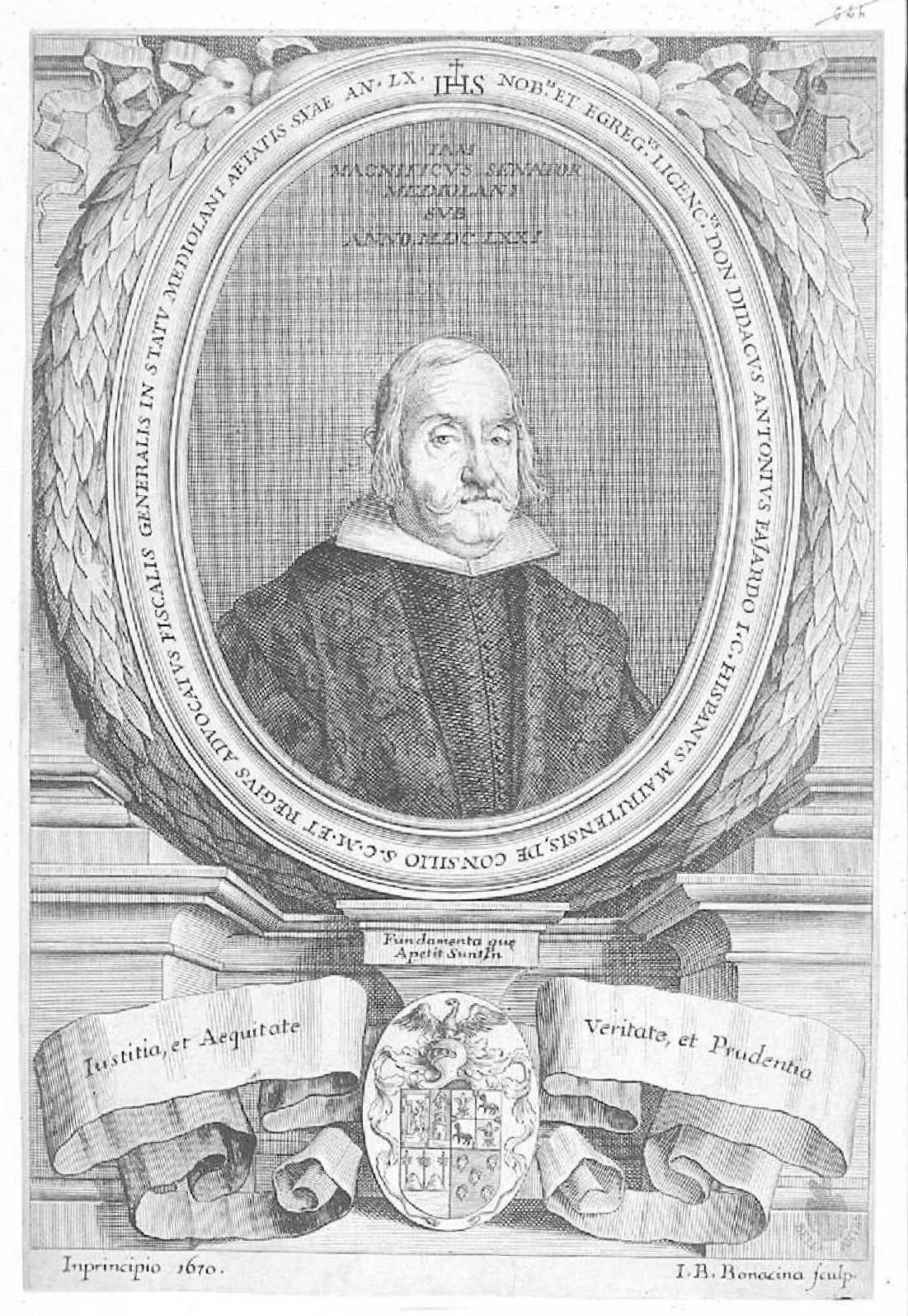
Giovanni Battista Bonacina, Retrato de Diego Antonio Fajardo a los sesenta años de edad, 1670. Ilustración de Iuris allegationum fiscalium Mediolani in grauibus causis semicenturia bipartita, Lyon, 1671.

Diego Antonio Yáñez Fajardo fue un jurisconsulto español nacido en Madrid en 1610 o 1611, fiscal general y senador de la Real Cámara de Milán, abogado de la villa de Madrid, de los consejos Reales y de pobres y encarcelados en el de la Suprema Inquisición, familiar y notario del Santo Oficio de Toledo. Casado con Sebastiana de Cartagena, en 1633 pleiteó con su suegro por el pago de los cuatro mil ducados prometidos de dote en casas y censos, pleito del que publicó sus alegaciones.
Fue autor de obras de derecho canónico en latín sobre cuestiones matrimoniales y sobre los efectos de la renuncia al episcopado:
- Tractatus de legitimatione per subsequens matrimonium, Auctore L. D. Didaco Antonio Iañez Fajardo I, C. Madritensis, Madrid, por Juan González, 1632.
- Quaestionis pro amico elaborata decisio, Seu vera resolutio qua regularem episcopum legitimae renuntiationem ante emissam professionem factam S. Concilij Tridentini forma servata, non se posse revocare, demonstratur, Madrid, Tipografía Francisco Martínez, 1633
- D. Didaci Antonij Fajardo I.C. Matritensis... Iuris allegationum Fiscalium Mediolani in gravibus causis: semicenturia bipartita, cui accessit Tractatus de Legitimatione per subsequuons Matrimonium, & singularis Quaestio Regularis, Lyon, Arnaud Laurent y Pierre Borde, 1671, en dos volúmenes.

Respetado canonista, sus obras se encuentran en las bibliotecas de distinguidos juristas tanto de la península como de América, tales como Sebastián Calvo de la Puerta, alcalde del crimen de la Real Audiencia de Nuevo México y oidor de la Real Audiencia de Guatemala, en la del oidor de la Audiencia de Nueva Galicia, José de la Garza Falcón, en la de José Manuel Messia de la Cerda, alcalde del crimen de la Real Audiencia de Nuevo México, o en la del obispo de Michoacán, Francisco Pablo Matos Coronado.